# Tinta Bruta
Tinta Bruta  je brazilský hraný film z roku 2018, který režírovali Marcio Reolon a Filipe Matzembacher podle vlastního scénáře. Snímek měl světovou premiéru na Berlinale 18. února 2018. V ČR byl uveden téhož roku na filmovém festivalu Mezipatra pod názvem NeonBoy.

## Děj
Pedro žije od narození v Porto Alegru. Protože těžce zranil spolužáka, který ho šikanoval kvůli jeho orientaci, musel odejít z univerzity. Nyní čeká na rozsudek. Bydlí se svou sestrou Luizou, která pracuje jako novinářka a právě se stěhuje za prací do Salvadoru. Pedro se musí o sebe postarat sám. Peníze na živobytí si vydělává na internetu, kde se pod přezdívkou NeonBoy před webkamerou svléká a natírá fosforeskujícími barvami. Když Pedro zjistí, že někdo okopíroval jeho nápad, kontaktuje ho. Seznámí se tak s tanečníkem Leem, který si takto vydělává na taneční školu. Začnou vystupovat společně a vznikne mezi nimi i vztah. Ten končí ve chvíli, kdy Leo dostane nabídku na stipendium do Berlína.

## Obsazení
| Shico Menegat     | Pedro    |
| Bruno Fernandes   | Leo      |
| Guega Peixoto     | Luiza    |
| Sandra Dani       | Avó      |
| Frederico Vasques | Beto     |
| Denis Gosh        | Igor     |
| Camila Falcão     | Paula    |
| Áurea Baptista    | soudkyně |

## Ocenění
- Teddy Award
- Berlinale: Prix Panorama
- Festival Internacional de Cine en Guadalajara: cena Maguey za nejlepší film